# Келвін Сміт (1987)
Келвін Сміт (молодший) (англ. Calvin Smith Jr., нар. 10 грудня 1987) — американський легкоатлет, який спеціалізувався на спринті.
Батько — Келвін Сміт (нар. 1961) — олімпійський чемпіон з естафетного бігу 4×100 метрів (1984), багаторазовий чемпіон світу зі спринтерських дисциплін.

## Спортивні досягнення
Триразовий чемпіон світу в приміщенні з естафетного бігу 4×400 метрів (2012, 2014, 2016).
Чемпіон світу серед юніорів з естафетного бігу 4×400 метрів (2006).
Чемпіон Північної і Центральної Америки та країн Карибського басейну з естафетного бігу 4×400 метрів (2015).
Ексрекордсмен світу в приміщенні (разом з Кайлом Клемонсом, Девідом Вербургом та Кайндом Батлером) з естафетного бігу 4×400 метрів — 3.02,13 (1999).